# Mangadu
Mangadu là một thị xã của quận Kancheepuram thuộc bang Tamil Nadu, Ấn Độ.

## Nhân khẩu
Theo điều tra dân số năm 2001 của Ấn Độ, Mangadu có dân số 20.108 người. Phái nam chiếm 49% tổng số dân và phái nữ chiếm 51%. Mangadu có tỷ lệ 73% biết đọc biết viết, cao hơn tỷ lệ trung bình toàn quốc là 59,5%: tỷ lệ cho phái nam là 80%, và tỷ lệ cho phái nữ là 66%. Tại Mangadu, 11% dân số nhỏ hơn 6 tuổi.